# Derogació
La derogació, en dret, és el procediment a través del qual es deixa sense vigència una disposició normativa, ja sigui de rang de llei o inferior. La derogació és, per tant, l'acció contrària a la promulgació.
En general es pot dir que el poder legislatiu o els organismes encarregats de realitzar els canvis en les lleis o normes tenen poder per promulgar-les i ultimar-les. Per tant, el poder legislatiu pot promulgar i derogar normes amb rang de llei, igual que el poder executiu pot promulgar i derogar normes amb rang reglamentari.
No obstant això, també existeix en alguns ordenaments jurídics la figura del legislador negatiu, que consisteix en un òrgan que té la capacitat de derogar normes, però no de promulgar-les. Seria el cas d'un tribunal constitucional pel que fa a aquelles lleis que s'entén que vulneren la constitució vigent al país.
La derogació pot ser expressa o tàcita.
- En la derogació expressa una norma derogatòria cita de forma expressa aquelles normes que són derogades. Té una major seguretat jurídica, encara que a vegades pot produir-se algun oblit per part de l'òrgan que promulga la norma.
- En la derogació tàcita es deroguen, de forma tàcita, totes aquelles normes, així com llurs continguts contraris, anteriors a la norma més recent. És una fórmula prou utilitzada i que porta a la pràctica legislativa el principi jurídic de lex posterior derogat legi priori ("la llei posterior deroga l'anterior").